# Isnad
Isnad (em árabe: إِسْنَاد‎; romaniz.: ʔisnād), no Islão, é uma cadeia sucessória de autoridades por onde a informação a respeito de algum evento relacionado à vida de Maomé tenha passado.
O texto sobre o Profeta é chamado de matn, e o isnad se apresenta da forma Isto foi narrado a mim por B, que disse, isto foi narrado a mim por C, que disse, ... e assim por diante, até chegar ao último elo, o Profeta de Deus disse: ....